# Silicofilosea
Silicofilosea је класа у оквиру типа Cercozoa, која обухвата два реда слатководних амебоидних протиста. Углавном се хране хетеротрофно, али поједине врсте (из рода Paulinella) поседују ендосимбиотске цијанеле које врше фотосинтезу.

## Грађа ћелије
Представници ове класе синтетишу силикатне плочице на скоро целој површини ћелије, са изузетком вршног и бочног отвора за псеудоподије (филоподије). Ћелије поседују једно једро. Кристе у митохондријама су тубуларне.